# Anime a manga

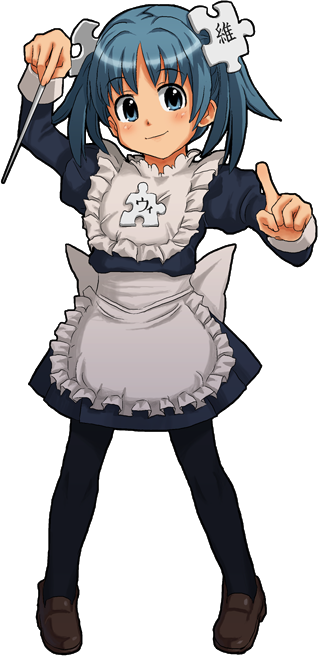
Vizuální styl postavy ve stylu anime/mangy

Anime a manga (anglicky anime and manga) je pojem, který označuje formu masmédií vyráběnou japonským zábavním průmyslem. Průmysl anime a mangy je nedílnou součástí soft poweru v Japonsku a je jedním z nejvýznamnějších kulturních vývozů země.

## Subkultura
V Japonštině nemá slovo subkultura (japonsky サブカルチャー, sabukaručá) stejnou konotaci opoziční kultury jako má v angličtině, ve většině případech je tak používáno podobně jako termín fandom, který preferuje západní publikum.
V Japonsku začíná většina děl ve formě mangy, ty nejúspěšnější z nich pak získají anime adaptaci (japonsky アニメ化, anime-ka). Zámořští fanoušci se však poprvé setkají se subkulturou prostřednictvím anime. Předtím, než jsou díla oficiálně přeložena a distribuována, dochází ze strany zámořských fanoušků k jejich otitutlkování nebo oskenování. Fanoušci většinou přeloží daná díla do angličtiny, francouzštiny nebo čínštiny. Tyto jazyky jsou pak používány jako podklad pro překlad do dalších jazyků. Řeší se legálnost těchto fanouškovských překladů. Mnoho osob, které se na překladech podílí, z nich principiálně nechce profitovat a po vydání oficiálních překladů své překlady ničí. Několik lidí z japonského a amerického průmyslu tiše přijalo fanouškovské překlady. Dle nich je lze použít jako zkušební otestování úspěšnosti díla na americkém trhu.
Další typy médií, jako jsou například light novely a videohry, jsou často spojovány se subkulturou anime a mangy a jsou zároveň brány jako její součást.

## Historie
Explozivní růst japonského soft poweru započal v 70. letech 19. století, kdy se informace začaly čistě vyvážet, nikoliv dovážet. Do konce 90. let byly hlavním vývozem japonského zábavního průmyslu videohry. Na počátku roku 2000 však ministerstvo školství uznalo anime a mangu jakou součást „tradiční“ japonské kultury. Japonská vláda je začala propagovat v rámci své strategie Cool Japan a v červnu 2004 schválila zákon o podpoře tvorby, ochrany a využívání obsahu. V roce 2008 byla hodnota průmyslu anime a mangy odhadována na 5 miliard dolarů.
Před první polovinou 90. let nebyla anime a manga na americkém trhu rozšířena a na televizních stanicích bylo tehdy vysíláno pouze několik titulů. Následný rychlý růst popularity komentovalo několik lidí a expertů. Uvedli, že se jednalo spíše o americký dovoz nežli japonský vývoz. I přes úspěch anime a mangy v zámoří se vydavatelé a producenti nadále zaměřují na domácí (japonský) trh a o zásobování mezinárodního publika svojí tvorbu přemýšlí málokdy.

### Anime a manga v Česku
Do Česka se anime začalo šířit na konci 90. let prostřednictvím německých a rakouských televizních stanic. Velkou část zdejší distribuované komiksové tvorby tvořila ta americká. Z japonské tvorby pak převažovaly zejména starší mangy. Přesto bylo Česko středoevropskou zemí s nejmenším zájmem o takováto témata. V samotném českém prostředí se však anime a manga velmi rozšířila díky internetové komunitě a fanouškovským, mnohdy anglickým, překladům.

## V jiných jazycích
V Číně je používán pojem dongman (čínsky v českém přepisu tung-man, pchin-jinem dòngmàn, znaky zjednodušené 动漫, tradiční 動漫), který označuje animovanou tvorbu donghua a komiksovou manhua. Pojem dongman se někdy mylně používá k označení animované tvorby, zatímco ve skutečnosti zahrnuje animovanou i komiksovou tvorbu. Pokud jsou zahrnuty i videohry, používá se termín ACG (čínsky v českém přepisu tung-man-jou-si, pchin-jinem dòngmànyóuxì, znaky zjednodušené 动漫游戏, tradiční 動漫遊戲), který je zkratkou „anime, comics and games“. Při zahrnutí románů lze použít i ACGN, což je zkratkou „anime, comics, games and novels“. Jiný název tohoto termínu je er-cch'-jüan (čínsky pchin-jinem èrcìyuán, znaky 二次元), který v překladu znamená „dvourozměrný prostor“. Jednou z nejpopulárnějších ACGN internetových stránek je bilibili.